# Hypozetes brevisetus
Hypozetes brevisetus är en kvalsterart som beskrevs av Sandór Mahunka 1987. Hypozetes brevisetus ingår i släktet Hypozetes och familjen Austrachipteriidae. Inga underarter finns listade i Catalogue of Life.